# Lajoš Škrapić
Lajoš Škrapić (mađ: Skrapits Lajos) (Petrovo Selo, Mađarska, 20. lipnja 1938. - Budimpešta, 1. veljače 2016.), hrvatski pjesnik, fizičar i narodnosni djelatnik iz Mađarske. Po struci bio je sveučilišni nastavnik, profesur emeritus fizike.

## Djela
- Droptine, 1988.
- Obračun, 1996.

Neke pjesme su mu ušle u antologiju hrvatske poezije u Mađarskoj 1945. – 2000. urednika Stjepana Blažetina Rasuto biserje. 
Svojim djelima je ušao u antologiju Pjesništvo gradišćanskih Hrvata = Poemaro de Burglandaj Kroatoj, urednika Đure Vidmarovića, Marije Belošević i Mije Karagića i u antologiju Pjesništvo Hrvata u Mađarskoj = Poemaro de kroatoj en Hungario, urednika Đure Vidmarovića, Marije Belošević i Mije Karagića.